# Rurycjusz I
Rurycjusz I z Limoges (V/VI wiek) – biskup Limoges w latach 485–506, autor Listów zawierających treści ogólnikowe, uprzejmości, prośby itp. Zachowało się także 14 listów adresowanych do Rurycjusza (wśród nich osiem autorstwa Faustusa z Riez). 
Nim Rurycjusz obrał ascetyczny tryb życia i został biskupem, przez dziesięć lat był żonaty z Iberią, a na ich zaślubiny pieśń weselną napisał Sydoniusz Apolinary.